# Кербр, Милан (1967)
Ми́лан Кербр (чеш. Milan Kerbr; род. 6 сентября 1967, Угерске-Градиште) — чехословацкий и чешский футболист, чешский футбольный тренер.

## Карьера

### Клубная
Воспитанник школы клуба «Словацко», который ранее был разделён на команды «Искра» (Старе-Место) и «Славия» (Угерске-Градиште). Начал карьеру в команде «Тахов», затем провёл 2 года в составе «Свита» из Злина (ныне «Тескома»). В 1991 году перешёл в «Сигму» из Ольмюца, где играл до 1997 года (в первом сезоне забил 11 раз в 27 играх). Позднее был продан в «Гройтер Фюрт», в составе которого сыграл целых 40 матчей и забил 5 голов. В январе 1999 на полгода отправился выступать за команду из Регионаллиги «Вайсмайн», но не оправдывал уже ождиданий. В 2002 году, будучи игроком «Ройтлингена 05», объявил о завершении карьеры из-за проблем с мениском. С 2009 года тренирует «Мёссинген».

### В сборной
В сборной провёл всего две игры. Попал в заявку на чемпионат Европы-1996, но не вышел ни разу. Тем не менее, стал серебряным призёром.

## Личная жизнь
Есть сын Милан, который также занимается футболом.